# La Dame de chez Maxim's (film, 1933)
Pour les articles homonymes, voir La Dame de chez Maxim (homonymie).
Pour plus de détails, voir Fiche technique et Distribution.
La Dame de chez Maxim's est un film français réalisé par Alexander Korda d'après la pièce de Georges Feydeau, sorti en 1933.

## Synopsis
Une danseuse de chez Maxim's, à la suite de péripéties burlesques, se fait passer pour l'épouse d'un austère docteur.

## Fiche technique
- Titre : La Dame de chez Maxim's
- Réalisation : Alexander Korda
- Scénario et dialogues : Henri Jeanson, d'après la pièce éponyme de Georges Feydeau
- Décors : Vincent Korda
- Costumes : Jean Oberlé
- Photographie : Georges Périnal
- Son : Carl S. Liverman
- Montage : Denise Batcheff
- Régisseur : Jean-Paul Dreyfuss
- Musique : Kurt Schröder et Niklos Schwalb
- Directeur de production : Georges Bernier
- Société de production : Productions Korda
- Société de distribution : Pathé Consortium Cinéma
- Pays d'origine :  France
- Format : Noir et blanc - 35 mm - 1,37:1 - Son Mono
- Genre : Comédie
- Durée : 109 minutes
- Date de sortie : France : 1er avril 1933 - Cinéma "Marignan", Paris[1]

## Distribution
- Florelle : La Môme Crevette
- André Alerme : le docteur Lucien Petypon
- André Lefaur : le général Petypon de Grêlé
- Pierre Palau : le docteur Mongicourt
- Maurice Rémy : le lieutenant Corignon
- Esther Kiss : Éléonore
- Ady Cresso : Mme Vinette
- Marcel Méral : le duc
- Marcel Maupi : le sous-préfet
- Jeanne Frédérique : la sous-préfète
- Henri Debain : Étienne
- Maryanne : Mme Vidauban
- Jean Delmour : Marollier
- Charlotte Lysès : Gabrielle Petypon
- Félix Mayol : l'évêque
- Madeleine Ozeray : Clémentine
- Marguerite de Morlaye : la duchesse
- Jane de Carol : une invitée
- Louis Pré fils : Émile
- Jacques Beauvais : un maître d'hôtel
- Lucienne Amblard
- Suzy Delair
- Viviane Romance
- Ginette Leclerc
- Louis Delaunay
- Gustave Huberdeau
- Myno Burney
- Henri Bargin
- Pierre Delbel
- Yvonne Frédax
- Polly Germain
- Belleville
- Jean Guilton
- Inka Krymer
- Lucienne Parizet
- Jeanine Varnal

## Autour du film
- Jean-Paul Dreyfuss, le régisseur du film, est devenu plus tard réalisateur, il est plus connu sous le nom Jean-Paul Le Chanois.
- Alexander Korda a réalisé une version en anglais parallèlement à celle-ci : The Girl from Maxim's